# Оник Гаспарјан
Оник Гаспарјан (јерм. Օնիկ Վիկտորի Գասպարյան; Иџеван, 6. јануар 1970) је јерменски генерал-пуковник и бивши начелник Генералштаба Оружаних снага Јерменије од 2020. до 2021. године. Предводио је јерменске снаге у Другом рату за Нагорно-Карабах. Смењен је 10. марта 2021. године након што је, заједно са 40 других официра, позвао премијера Никола Пашињана да поднесе оставку.

## Биографија
Рођен је 6. јануара 1970. године у Иџевану, Јерменска ССР, СССР. Служио је обавезни војни рок у Совјетској армији од 1988. до 1990. године.
Борио се као добровољац у Првом рату за Нагорно-Карабах. Приступио је Оружаним снагама Јерменије 1993. године. Средином 1990-их учио је на Вишој официрској школи Министарства одбане Руске Федерације. Завршио је Академију комбинованог наоружања Русије.
Од 2001. до 2005. године био је командант војне јединице 51191. Касније је пребачен у јединицу 68617. Од 2007. до 2008. године био је заменик команданта 4. армијског корпуса. Године 2008. дипломирао је на Војној академија Генералштаба Руске Федерације.
Године 2010. постављен је за начелника штаба и заменика команданта 3. армијског корпуса, а 2012. године је постављен за команданта. Унапређен је у чин генерал-мајора 21. јануара 2015. У јулу 2016. је именован за заменика начелника Генералштаба Оружаних снага Јерменије, док је у јуну 2017. именован за првог заменика начелника генералштаба. Унапређен је у чин генерал-лајтнанта у јулу 2019. године. Дана 8. јуна 2020. године постављен је за начелника Генералштаба Оружаних Снага Јерменије према наређењу председника Армена Саркисијана и захтеву премијера Никола Пашињана.
Предводио је јерменске снаге у Другом рату за Нагорно-Карабах. Током рата је унапређен у чин генерал-пуковника.
Смењен је 10. марта 2021. године након што је претходно, заједно са 40 других официра, позвао премијера Никола Пашињана да поднесе оставку. Пашињан је овај чин назвао покушајем државног удара.
На парламентарним изборима 2021. године подржао је бившег председника Роберта Кочарјана и његову коалицију. Такође је оптужио премијера Пашињана за популистичку реторику.